# Halzi-adbari

Podział administracyjny imperium asyryjskiego w czasach króla Aszurbanipala. Prowincja Halzi-adbari znajduje się na mapie w lewym górnym rogu prowincji Rasappa

Halzi-adbari, Halzi-atbari („Dystrykt bazaltu”) – asyryjska prowincja leżąca na wschodnim brzegu rzeki Chabur, najprawdopodobniej nieco na południe od trójkąta chaburskiego, w regionie Jabal Jebisah we współczesnej Syrii. Asyriolog Nicholas Postgate lokalizuje ją w regionie na południowy zachód od gór Dżebel-Sindżar, znanym z występowania bazaltu.
Prowincja Halzi-adbari utworzona została w VIII w. p.n.e., po wydzieleniu z innej, większej prowincji (najprawdopodobniej prowincji Rasappa). Po raz pierwszy wzmiankowana jest w listach i tekstach administracyjnych z czasów Sargona II (722-705 p.n.e.). W roku 698 p.n.e., za rządów Sennacheryba (704-681 p.n.e.), gubernator Halzi-adbari o imieniu Szulmu-szarri sprawował urząd eponima (limmu). Prowincja wzmiankowana jest jeszcze w liście i tekście administracyjnym z czasów panowania Aszurbanipala (669-627? p.n.e.).